# A Kísértetek epizódjainak listája
Ez a cikk a Kísértetek című sorozat epizódjait tartalmazza.

## Évados áttekintés
| Évad | Évad | Epizódok | Eredeti sugárzás     | Eredeti sugárzás  | Eredeti adó         | Magyar sugárzás     | Magyar sugárzás   | Magyar adó |
| Évad | Évad | Epizódok | Évadpremier          | Évadfinálé        | Eredeti adó         | Évadpremier         | Évadfinálé        | Magyar adó |
| ---- | ---- | -------- | -------------------- | ----------------- | ------------------- | ------------------- | ----------------- | ---------- |
|      | 1    | 18       | 2021. október 7.     | 2022. április 21. |                     | 2023. január 6.     | 2023. március 10. |            |
|      | 2    | 22       | 2022. szeptember 29. | 2023. május 11.   | 2023. szeptember 8. | 2023. november 17.  |                   |            |
|      | 3    | 10       | 2024. február 15.    | 2024. május 2.    | 2024. október 4.    | 2024. november 1.   |                   |            |
|      | 4    | 22       | 2024. október 17.    | 2025. május 8.    | 2025. június 1.     | 2025. augusztus 10. |                   |            |
|      | 5    |          | 2025. október 16.    | 2026.             |                     |                     |                   |            |

## 1. évad (2021-2022)
| Sor. | Év. | Cím                               | Rendező             | Író                             | Premier                             | Nézettség   |
| ---- | --- | --------------------------------- | ------------------- | ------------------------------- | ----------------------------------- | ----------- |
| 1.   | 1.  | Bevezető rész (Pilot)             | Trent O'Donnell     | Joe Port és Joe Wiseman         | 2021. október 7. 2023. január 6.    | 5,52 millió |
| 2.   | 2.  | Helló! (Hello!)                   | Trent O'Donnell     | Joe Port és Joe Wiseman         | 2021. október 7. 2023. január 6.    | 5,52 millió |
| 3.   | 3.  | Viking temetés (Viking Funera)    | Trent O'Donnell     | Josh Malmuth                    | 2021. október 14. 2023. január 13.  | 5,27 millió |
| 4.   | 4.  | A vacsorameghívás (Dinner Party)  | Trent O'Donnell     | John Blickstead és Trey Kollmer | 2021. október 21. 2023. január 20.  | 5,20 millió |
| 5.   | 5.  | Halloween (Halloween)             | Katie Locke O'Brien | Talia Bernstein                 | 2021. október 28. 2023. január 20.  | 5,76 millió |
| 6.   | 6.  | Pete neje (Pete's Wife)           | Trent O'Donnell     | Kira Kalush                     | 2021. november 4. 2023. január 27.  | 5,94 millió |
| 7.   | 7.  | Virág cikke (Flower's Article)    | Katie Locke O'Brien | Emily Schmidt                   | 2021. november 11. 2023. január 27. | 5,23 millió |
| 8.   | 8.  | D&D (D&D)                         | Nick Wong           | John Blickstead és Trey Kollmer | 2021. november 18. 2023. február 3. | 5,42 millió |
| 9.   | 9.  | Alberta rajongója (Alberta's Fan) | Nick Wong           | Lauren Bridges                  | 2021. december 2. 2023. február 3.  | 5,46 millió |
| 10.  | 10. | Megszállás (Possession)           | Katie Locke O'Brien | Rishi Chitkara                  | 2021. december 9. 2023. február 10. | 5,75 millió |
| 11.  | 11. | Sam anyja (Sam's Mom)             | Katie Locke O'Brien | John Timothy                    | 2022. január 6. 2023. február 10.   | 6,48 millió |
| 12.  | 12. | Jay nővére (Jay's Sister)         | Christine Gernon    | Julia Hartner és Ian Murphy     | 2022. január 13. 2023. február 17.  | 6,47 millió |
| 13.  | 13. | A széf (The Vault)                | Christine Gernon    | Joe Port és Joe Wiseman         | 2022. január 20. 2023. február 17.  | 6,68 millió |
| 14.  | 14. | Szellemíró (Ghostwriter)          | Kimmy Gatewood      | Josh Malmuth és John Timothy    | 2022. február 24. 2023. február 24. | 5,85 millió |
| 15.  | 15. | Thorápia (Thorapy)                | Kimmy Gatewood      | John Blickstead és Trey Kollmer | 2022. március 3. 2023. február 24.  | 5,52 millió |
| 16.  | 16. | Trevor nadrágja (Trevor's Pants)  | Trent O'Donnell     | Kira Kalush és Talia Bernstein  | 2022. március 31. 2023. március 3.  | 6,23 millió |
| 17.  | 17. | Lány a padlásról (Attic Girl)     | Trent O'Donnell     | Emily Schmidt és Lauren Bridges | 2022. április 14. 2023. március 3.  | 5,96 millió |
| 18.  | 18. | Farnsby & B (Farnsby & B)         | Cortney Carrillo    | Joe Port és Joe Wiseman         | 2022. április 21. 2023. március 10. | 6,25 millió |

## 2. évad (2022-2023)
| Sor. | Év. | Cím                                                                            | Rendező             | Író                             | Premier                                  | Nézettség   |
| ---- | --- | ------------------------------------------------------------------------------ | ------------------- | ------------------------------- | ---------------------------------------- | ----------- |
| 19.  | 1.  | Kémek (Spies)                                                                  | Trent O'Donnell     | John Blickstead és Trey Kollmer | 2022. szeptember 29. 2023. szeptember 8. | 6,46 millió |
| 20.  | 2.  | Alberta podcastje (Alberta's Podcast)                                          | Trent O'Donnell     | Talia Bernstein                 | 2022. október 6. 2023. szeptember 8.     | 6,21 millió |
| 21.  | 3.  | Jay barátai (Jay's Friends)                                                    | Trent O'Donnell     | Guy Endore-Kaiser               | 2022. október 13. 2023. szeptember 15.   | 6,54 millió |
| 22.  | 4.  | A fa (The Tree)                                                                | Trent O'Donnell     | Josh Malmuth                    | 2022. október 20. 2023. szeptember 15.   | 6,08 millió |
| 23.  | 5.  | Halloween 2: Hetty múltjának szelleme (Halloween 2: The Ghost of Hetty's Past) | Katie Locke O'Brien | Kira Kalush                     | 2022. október 27. 2023. szeptember 22.   | 6,78 millió |
| 24.  | 6.  | A kicsi Björn (The Baby Bjorn)                                                 | Katie Locke O'Brien | Joe Port és Joe Wiseman         | 2022. november 3. 2023. szeptember 22.   | 6,15 millió |
| 25.  | 7.  | Hülye halálok (Dumb Deaths)                                                    | Nick Wong           | Sophia Lear                     | 2022. november 10. 2023. szeptember 29.  | 6,61 millió |
| 26.  | 8.  | Alkoholengedély (The Liquor License)                                           | Nick Wong           | Zora Bikangaga                  | 2022. december 8. 2023. szeptember 29.   | 6,35 millió |
| 27.  | 9.  | A karácsony szelleme: 1. rész (The Christmas Spiri, Part 1)                    | Jay Karas           | Emily Schmidt                   | 2022. december 15. 2023. október 6.      | 7,00 millió |
| 28.  | 10. | A karácsony szelleme: 2. rész (The Christmas Spiri, Part 2)                    | Jay Karas           | Joe Port és Joe Wiseman         | 2022. december 15. 2023. október 6.      | 7,00 millió |
| 29.  | 11. | A tökéletes segéd (The Perfect Assistant)                                      | Matthew Cherry      | Lauren Bridges                  | 2023. január 5. 2023. október 13.        | 6,55 millió |
| 30.  | 12. | Családi vállalkozás (The Family Business)                                      | Nick Wong           | Zora Bikangaga                  | 2023. január 12. 2023. október 13.       | 6,47 millió |
| 31.  | 13. | Szellemvadász (Ghost Hunter)                                                   | Alex Hardcastle     | Rishi Chitkara                  | 2023. február 2. 2023. október 20.       | 6,91 millió |
| 32.  | 14. | Trevor teste (Trevor's Body)                                                   | Alex Hardcastle     | Ian Murphy                      | 2023. február 9. 2023. október 20.       | 6,98 millió |
| 33.  | 15. | Emlékezetes randi (A Date to Remember)                                         | Richie Keen         | John Blickstead és Trey Kollmer | 2023. február 16. 2023. október 27.      | 6,53 millió |
| 34.  | 16. | Isaac könyve (Isaac's Book)                                                    | Richie Keen         | Josh Malmuth                    | 2023. március 2. 2023. október 27.       | 6,46 millió |
| 35.  | 17. | Pokoli hétvége (Weekend from Hell)                                             | Trent O'Donnell     | Sophia Lear                     | 2023. március 9. 2023. november 3.       | 6,62 millió |
| 36.  | 18. | Alberta felmenője (Alberta's Descendant)                                       | Trent O'Donnell     | Guy Endore-Kaiser               | 2023. március 30. 2023. november 3.      | 6,31 millió |
| 37.  | 19. | A szellem örömapa (Ghost Father of the Bride)                                  | Jay Karas           | Julia Harter és Liz Alexander   | 2023. április 13. 2023. november 10.     | 6,26 millió |
| 38.  | 20. | Woodstone legnépszerűbb párja (Woodstone's Hottest Couple)                     | Jay Karas           | Kira Kalush                     | 2023. április 27. 2023. november 10.     | 6,35 millió |
| 39.  | 21. | Ki tette? (Whodunnit)                                                          | Christine Gernon    | Joe Port és Joe Wiseman         | 2023. május 4. 2023. november 17.        | 6,40 millió |
| 40.  | 22. | Az örökös (The Heir)                                                           | Christine Gernon    | Talia Bernstein                 | 2023. május 11. 2023. november 17.       | 6,51 millió |

## 3. évad (2024)
| Sor. | Év. | Cím                                                                                      | Rendező          | Író                             | Premier                             | Nézettség   |
| ---- | --- | ---------------------------------------------------------------------------------------- | ---------------- | ------------------------------- | ----------------------------------- | ----------- |
| 41.  | 1.  | A bagoly (The Owl)                                                                       | Jay Karas        | John Blickstead és Trey Kollmer | 2024. február 15. 2024. október 4.  | 7,05 millió |
| 42.  | 2.  | Álmaid férfija (Man of Your Dreams)                                                      | Jay Karas        | Joe Port és Joe Wiseman         | 2024. február 22. 2024. október 4.  | 6,05 millió |
| 43.  | 3.  | Halott embereket látok (He Sees Dead People)                                             | Pete Chatmon     | Talia Bernstein                 | 2024. február 29. 2024. október 11. | 6,10 millió |
| 44.  | 4.  | Halloween 3: A vendég, aki nem akart távozni (Halloween 3: The Guest Who Wouldn't Leave) | Pete Chatmon     | Josh Malmuth                    | 2024. március 7. 2024. október 11.  | 5,64 millió |
| 45.  | 5.  | A csendestárs (The Silent Partner)                                                       | Trent O'Donnell  | Kira Kalush                     | 2024. március 14. 2024. október 18. | 5,51 millió |
| 46.  | 6.  | Helló, testvér (Hello, Brother)                                                          | Trent O'Donnell  | Guy Endore-Kaiser               | 2024. április 4. 2024. október 18.  | 5,86 millió |
| 47.  | 7.  | A tapadószellem (The Polterguest)                                                        | Jude Weng        | Akilah Green                    | 2024. április 11. 2024. október 25. | 6,08 millió |
| 48.  | 8.  | A lyuk rossz (Holes Are Bad)                                                             | Jude Weng        | Sophia Lear                     | 2024. április 18. 2024. október 25. | 6,20 millió |
| 49.  | 9.  | Az utazó ügynök (The Traveling Agent)                                                    | Christine Gernon | Skander Halim és Emily Schmidt  | 2024. április 25. 2024. november 1. | 6,07 millió |
| 50.  | 10. | Isaac esküvője (Isaac's Wedding)                                                         | Christine Gernon | Lauren Bridges és John Timothy  | 2024. május 2. 2024. november 1.    | 5,95 millió |

## 4. évad (2024-2025)
| Sor. | Év. | Cím | Rendező             | Író                                                            | Premier                              | Nézettség   |
| ---- | --- | --- | ------------------- | -------------------------------------------------------------- | ------------------------------------ | ----------- |
| 51.  | 1.  | Patience (Patience) | Richie Keen         | Trey Kollmer                                                   | 2024. október 17. 2025. június 1.    | 5,57 millió |
| 52.  | 2.  | Sam apja (Sam's Dad) | Richie Keen         | Josh Malmuth                                                   | 2024. október 24. 2025. június 1.    | 5,55 millió |
| 53.  | 3.  | Halloween 4: A boszorkány (Halloween 4: The Witch)                                                                           | Katie Locke O'Brien | Joe Port és Joe Wiseman                                        | 2024. október 31. 2025. június 8.    | 5,82 millió |
| 54.  | 4.  | A csapatépítő (The Work Retreat)                                                                                             | Katie Locke O'Brien | Sophia Lear                                                    | 2024. november 7. 2025. június 8.    | 5,31 millió |
| 55.  | 5.  | A sztár halott (A Star Is Dead)                                                                                              | Kabir Akhtar        | Liz Alexander                                                  | 2024. november 14. 2025. június 15.  | 5,40 millió |
| 56.  | 6.  | Az elsődleges forrás (The Primary Source)                                                                                    | Kabir Akhtar        | Talia Bernstein                                                | 2024. december 5. 2025. június 15.   | 5,44 millió |
| 57.  | 7.  | Szomorú Farnsby (Sad Farnsby)                                                                                                | Heather Jack        | Guy Endore-Kaiser                                              | 2024. december 12. 2025. június 22.  | 5,53 millió |
| 58.  | 8.  | Egy nagyon Arondekar karácsony 1. rész (Arondekar Christmas Part 1)                                                          | Richie Keen         | Rupinder Gill                                                  | 2024. december 19. 2025. június 22.  | 4,90 millió |
| 59.  | 9.  | Egy nagyon Arondekar karácsony 2. rész (Arondekar Christmas Part 2)                                                          | Richie Keen         | Rupinder Gill                                                  | 2024. december 19. 2025. június 29.  | 4,90 millió |
| 60.  | 10. | A kevésbé csendestárs (The Not-So-Silent Partner)                                                                            | Heather Jack        | Emily Schmidt                                                  | 2025. január 30. 2025. június 29.    | 5,38 millió |
| 61.  | 11. | Thorápia 2: Hátrahagyottak (Thorapy 2: Abandonment Issues)                                                                   | Rebecca Asher       | Akilah Green                                                   | 2025. február 6. 2025. július 6.     | 5,47 millió |
| 62.  | 12. | Az általunk ismert világ vége, vagy valami ilyesmi (It's the End of the World as We Know It and What Were We Talking About?) | Rebecca Asher       | Kira Kalush                                                    | 2025. február 13. 2025. július 6.    | 5,40 millió |
| 63.  | 13. | Nagyevők (Ghostfellas) | Rose McIver         | Brian Bahe                                                     | 2025. február 20. 2025. július 13.   | 5,61 millió |
| 64.  | 14. | Alexander Hamilton és a fodorlopó fondorlat (Alexander Hamilton and the Ruffle Kerfuffle)                                    | Richie Keen         | John Blickstead és Trey Kolmer                                 | 2025. február 27. 2025. július 13.   | 5,41 millió |
| 65.  | 15. | A leánybúcsú (The Bachelorette Party)                                                                                        | Pete Chatmon        | Akilah Green                                                   | 2025. március 6. 2025. július 20.    | 5,75 millió |
| 66.  | 16. | Szent Hetty napja (St. Hetty's Day)                                                                                          | Pete Chatmon        | Josh Malmuth                                                   | 2025. március 13. 2025. július 20.   | 5,35 millió |
| 67.  | 17. | A barátnő, Shiki (His Girl Shiki)                                                                                            | Todd Biermann       | Joe Port és Joe Wiseman                                        | 2025. április 3. 2025. július 27.    | 5,21 millió |
| 68.  | 18. | Csók és placcs (Smooching and Smushing)                                                                                      | Todd Biermann       | Rupinder Gill és Sophia Lear                                   | 2025. április 10. 2025. július 27.   | 5,13 millió |
| 69.  | 19. | Pinkus visszatér (Pinkus Returns)                                                                                            | Christine Gernon    | Skander Halim és Talia Bernstein                               | 2025. április 17. 2025. augusztus 3. | 5,03 millió |
| 70.  | 20. | Tudom, mit tettél 37 nyárral korábban (I Know What You Did Thirty-Seven Summers Ago)                                         | Richie Keen         | Kira Kalush és Guy Endore-Kaiser                               | 2025. április 24. 2025. augusztus 3. | 5,05 millió |
| 71.  | 21. | Kyle (Kyle) | Trent O'Donnell     | Joe Port és Joe Wiseman                                        | 2025. május 1. 2025. augusztus 10.   | 4,86 millió |
| 72.  | 22. | Az ördög eljött Woodstone-ba (The Devil Went Down to Woodstone)                                                              | Christine Gernon    | Történet: Brian Bahe Tévéjáték: Emily Schmidt és Greg Worswick | 2025. május 8. 2025. augusztus 10.   | 4,80 millió |

## 5. évad (2025-2026)
| Sor. | Év. | Cím | Rendező | Író | Premier           | Nézettség |
| ---- | --- | --- | ------- | --- | ----------------- | --------- |
| 73.  | 1.  | ?   |         |     | 2025. október 16. |           |